# Esteban Rams
Esteban Rams es una localidad argentina ubicada en el departamento Nueve de Julio de la provincia de Santa Fe. Se halla sobre la ruta provincial 2, que la vincula al noroeste con Logroño y al sudeste con Las Avispas.

## Toponimia
Debe su nombre a Esteban Rams y Rubert, comerciante español que intentó la navegación del río Salado cercano a esta localidad.

## Organización y administración
Su representante político es la Comisión Comunal, su presidente comunal es Fernando Daniel Vera , quien ocupa el cargo desde el 10 de diciembre de 2013; en las elecciones del 27 de octubre de 2013, con un total de 145 votantes, entre ellos 139 votos válidos y 6 nulos, Este cargo se renueva cada dos años. Y se elige una Comisión de Contralor de Cuentas, que controla el gasto comunal.

## Población
Cuenta con 307 habitantes (Indec, 2022), lo que representa un descenso frente a los 311 habitantes (Indec, 2010) del censo anterior.
| Gráfica de evolución demográfica de Esteban Rams entre 1991 y 2022 |
|                                                                    |
| Fuente: Censos nacionales del INDEC                                |

## Clima y temperatura
Su clima es cálido, subtropical con estación seca, se lo encuentra en el centro y oeste de la llanura chaqueña y su temperatura media anual es 20 °C y presenta precipitaciones menores a los 1000 mm en verano.

## Economía
La situación social de la comunidad se conforma con varias familias de bajos recursos y algunas pocas acomodadas económicamente que no viven con lujos ni privilegios. La mayoría de las familias están ligadas a la actividad rural, aunque hay empleados estatales (maestros, asistentes escolares, policía, empleados comunales y del ferrocarril) y desocupados que perciben planes de asistencia social.

## Sociedad
Hay escasa infraestructura pública, aunque la mayoría de las calles son de ripio y cuentan con alumbrado. Las instituciones públicas que funcionan son: la comuna, la comisaría, las escuelas primaria y secundaria, un centro de salud con una enfermera de medio turno, la capilla católica y un templo evangélico. Es decir, es una localidad donde no hay presencia fuerte y efectiva del Estado en salud, obras públicas, espacios sociales y culturales.

## Educación
La escuela secundaria funciona como sede del núcleo de Logroño y lleva el N.º 2349 y funciona por ser de características rurales como modalidad única y de plurigrado, es decir que en un mismo salón se trabaja de primero a quinto año.